# Höfner
Karl Höfner GmbH & Co. KG, ili kraće Höfner, je njemačka tvrtka za proizvodnju glazbala, poznata po svojim gudaćim instumentima i električnim gitarama.
Tvrtka Höfner postala je svjetski poznata svojm povezanošću s Beatlesima. To se prvenstveno odnosilo na bas-gitaru Paul McCartneya - Höfner 500/1 model šupljeg tijela, prvi put proizveden 1956. godine.
Paul McCartney imao je dvije takve gitare prilagođene lijevorukim gitaristima. Jednu bas-gitaru 500/1, model iz 1961. godine s pickupima montiranim jedan do drugog blizu vrata gitare, te jedan model iz 1962. godine, s drugim pickupom montiranim bliže mostu gitare, s te dvije Höfner gitare služio se tijekom većeg dijela rada u Beatlesima. Model iz 1961. godine koristio je od svirki u Cavern klubu sve do snimanja ploče With The Beatles. I druga dva gitarista Beatlesa; George Harrison i John Lennon također su se koristila Hofner gitarama (Club40 i President model) tijekom raniih godina grupe.
Nakon Beatlesa, ugled i popularnost tvrtke je pao, a 1980-ih i 1990-ih od poznatih gitarista na Höfneru je svirao John Squire (poluakustična gitara) u vrijeme dok je bio član engleskog sastava The Stone Roses.

## Povijest tvrtke
Tvrtku Höfner osnovao je graditelj glazbala Karl Höfner u gradu Schönbach (danas grad Luby u Češkoj) 1887. godine, ubrzo nakon toga je postao najveći proizvođač žičanih u zemlji. Njegovi sinovi Josef i Walter počeli su raditi u očevoj tvrtki oko 1920., od tad počinje širenje ugleda Höfnera kao svjetske marke. Tvrtka je pretrpjela teške trenutke tijekom i nakon Drugog svjetskog rata, ali je uspjela preživiti i nastavila napredovati, tako da je već 1950. izgrađena nova tvornica u Bubenreuth-u (Bavarska).

### Promjene vlasništva
Velika promjena dogodila se 1994. godine kada je Höfner postao dio kompanije Boosey & Hawkes Group, to je tvrtci omogućilo proširenje i nadogradnju proizvodnih pogona, tako se 1997. godine, tvrtka preselila iz Bubenreutha u Hagenau (Baiersdorf, Bavarska).
Nakon što je skoro propala kompanija Boosey & Hawkes Group je 2003. godine prodala svoj odjel za proizvodnju glazbenih instrumenata (uključujući tvrtke; Höfner i Buffet Crampon) kompaniji The Music Group, za 33,2 milijuna dolara.
Tvrtka Höfner ostala je dio ovog konglomerata sve do siječnja 2005. godine, kada The Music Group prodala Höfner, - Schöller Klausu, dugogodišnjem generalnom menadžeru u tvrtci Höfner.

## Vanjske poveznice
- Službene stranice tvrtke Höfner